# Indischer Tanz
In Indien hat der Tanz einen religiösen Ursprung. In der Hindu-Mythologie ist der Tanz eine heilige Handlung, eine Aktivität, die älter ist als die Erde selbst. Shiva, der Gott der Schöpfung und Zerstörung, soll die Welt mit seinem Tanz zerstört und wiedererschaffen haben (Nataraja). Entsprechend wurden Tänze ursprünglich wohl zu Ehren oder zur Freude der Götter aufgeführt; erst später entwickelten sich aus den Ritualtänzen Unterhaltungsformen.
Es gibt acht klassische Tanzstile: Bharatanatyam, Kathak, Kathakali, Kuchipudi, Manipuri, Mohiniyattam (Mogulhui), Odissi und Sattriya.

## Herkunft
In den Veden, den von der Mitte des 2. Jahrtausends bis ins 1. Jahrtausend v. Chr. auf Sanskrit verfassten ältesten indischen Texten, werden religiöse Rituale geschildert, die stets mit theatralischen Aufführungen und Tänzen verbunden waren. Die Grundlagen des indischen Tanzes und der indischen Musik werden auf die zwischen etwa 200 v. Chr. und 200 n. Chr. entstandene Darstellung über die indischen Künste Natyashastra des halbmythischen Autors Bharata Muni zurückgeführt. Darin sind bis heute beachtete detaillierte Anweisungen zu Gesten und Posen der Tänzer enthalten. Die Festlegungen betreffen Körperhaltungen, Kopfhaltungen, Nackenhaltungen bis hin zu 36 unterschiedenen Augenstellungen und ebenso vielen Handgesten (mudra), die von besonderer Bedeutung sind. Damit soll ein für die indische Ästhetik wesentlicher Gemütszustand (rasa) erreicht werden. Mit den festgelegten Bewegungen, die auch in der Ikonographie vorkommen, lassen sich Götter, Menschen, Tiere und Handlungen darstellen. Über Jahrhunderte wurde die Tradition klassischer Tänze von den Tempeltänzerinnen (Devadasis) gepflegt. 
Neben Volkstänzen, zeremoniellen Tänzen mit einer magisch-religiösen Bedeutung werden heute Bühnentänze als Kunstform zur Unterhaltung aufgeführt. In allen Aufführungssituationen bei klassischen Tänzen und Theatern haben sich gewisse Reinigungs- und Ehrerweisungsrituale erhalten, die aus der Zeit des Natyashastra überliefert sind. Dazu gehören typischerweise rangapuja (Ritual zur Verehrung der Theaterbühne) und purvaranga (unmittelbar vor der Aufführung durchgeführtes Ritual, das für ein gutes Gelingen sorgen soll). Eine religiöse Verehrung genießen die bei den meisten indischen Tänzen verwendeten Fußschellen (ghungru). 

## Klassische Tanzformen

### Bharatanatyam

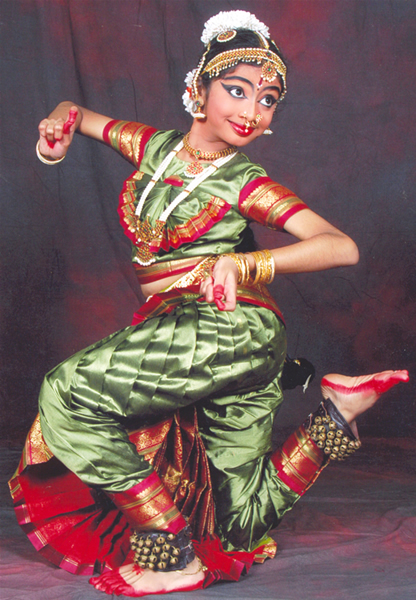
Bharatanatyam

In Indien gibt es sehr viele regionale Tänze, von denen der Bharatanatyam, der klassische indische Tanz, am bekanntesten ist. Diese Solo-Tanzform kommt aus Tamil Nadu und ist heute im ganzen Land populär. Früher wurde sie jedoch wegen teils vorhandener Nähe zur Tempelprostitution verboten. Im Bharatanatyam wird nicht wie etwa im Ballett „nach oben“ gestrebt, um die Wirkung absoluter Leichtigkeit zu erzielen, sondern gezielt die erdbezogene, fast schwer wirkende Bewegung bevorzugt. Allerdings gibt es auch sehr dynamische und schnelle Drehungen, die jedoch auch immer erdbezogen sind. Um diesen Tanz gut und ausdrucksvoll tanzen zu können, braucht man ein jahrelanges, hartes Training, welches körperlich sehr anspruchsvoll ist. Der Tanz ist schwer zu erlernen, da nahezu jedes Muskelzucken eine eigene Bedeutung hat (so gibt es bis zu neun Bewegungen der Augen und Augenbrauen).

### Kathak

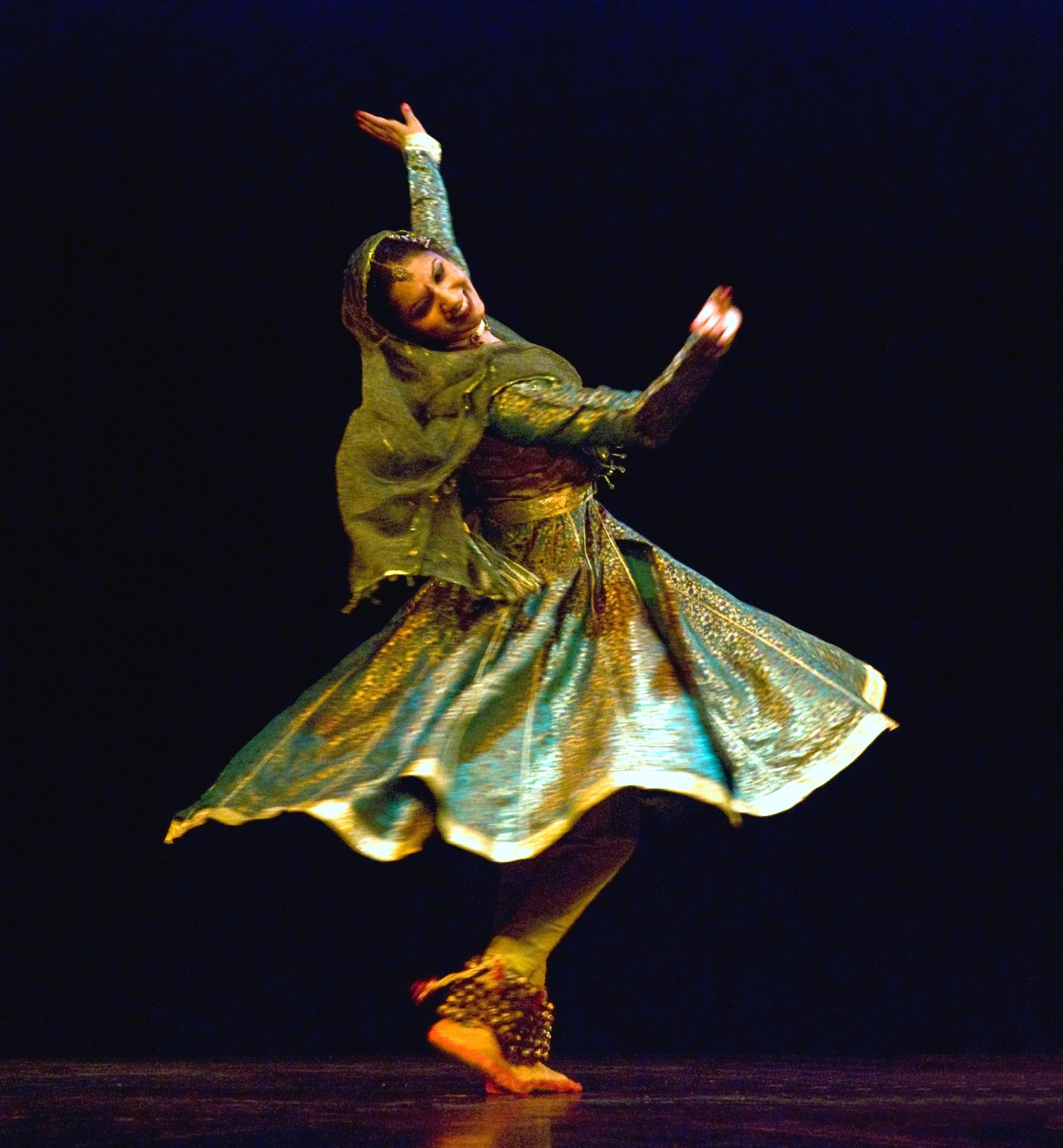
Kathak-Tänzerin beim chakkarwala tukra, einem der Höhepunkte des Tanzes

Kathak ist ein Tanzstil, der vor allem in Nordindien, im Punjab und im Bundesstaat Uttar Pradesh verbreitet ist. Er entwickelte sich seit dem 13. Jahrhundert, die meisten der Lieder handelten vom Leben Vishnus und Krishnas. Infolge der muslimischen Herrschaft der Moghulen änderten sich jedoch Themen und Musik des Kathak grundlegend, da diese Kunstform nun vor allem an Höfen dargeboten wurde, wo die einheimischen Künstler auf persische und arabische Musiker stießen. Es wurden nun neben den religiösen auch weltliche Themen aufgegriffen.

### Kathakali

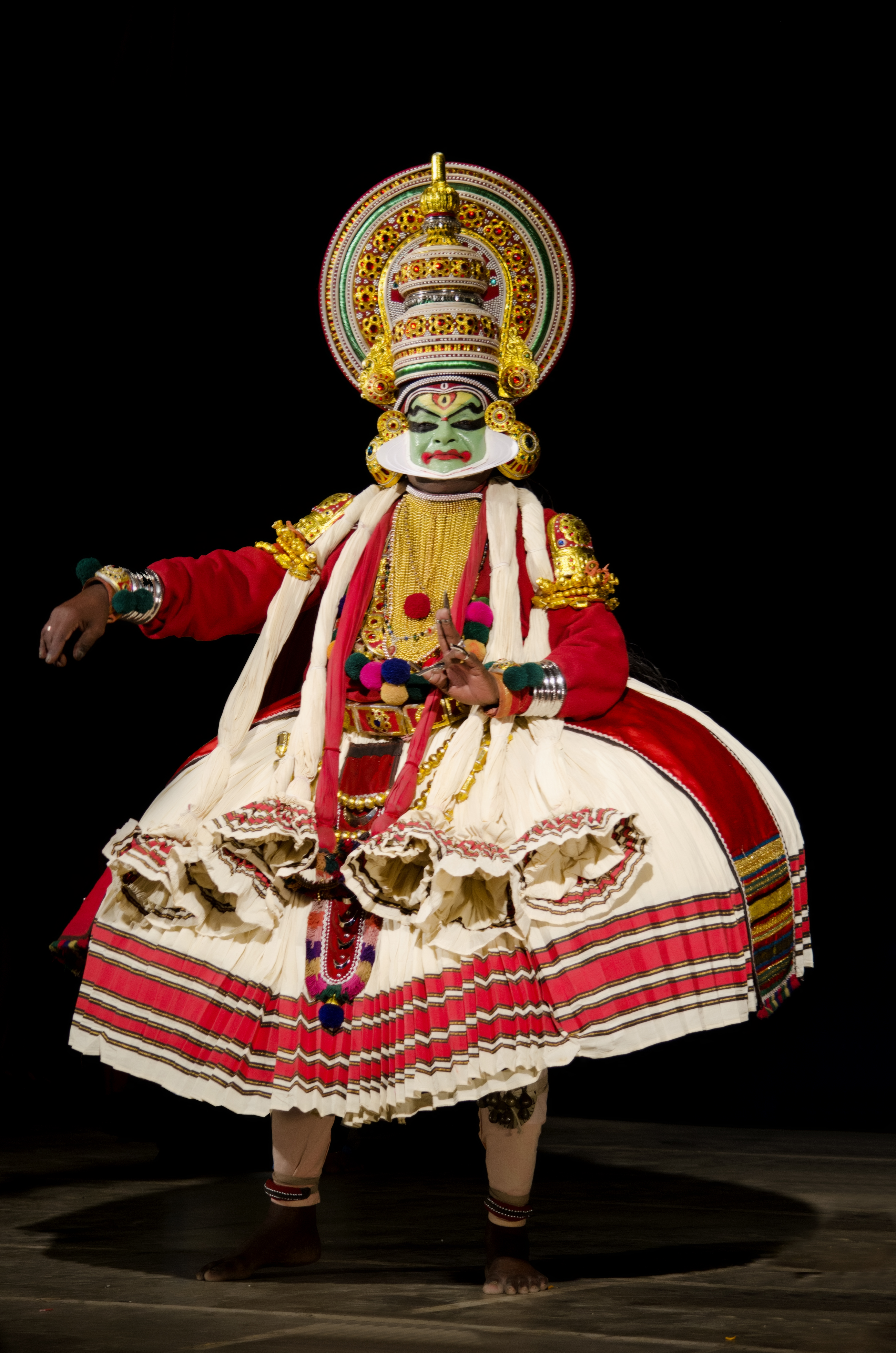
Ein Kathakali-Tänzer in der tugendhaften pachcha (grünen) Rolle

Kathakali ist überwiegend im südindischen Bundesstaat Kerala angesiedelt. Kathakali wird als eine der ältesten Tanzformen angesehen. Es ist eine spektakuläre Mischung aus Drama, Tanz, Musik und Ritual. Charaktere mit lebendig bemalten Gesichtern und aufwändigen Kostümen erzählen Geschichten aus den Hindu-Epen Mahabharata und Ramayana. Kathakali wird traditionellerweise nur von Männern getanzt, auch die weiblichen Rollen.

### Kuchipudi

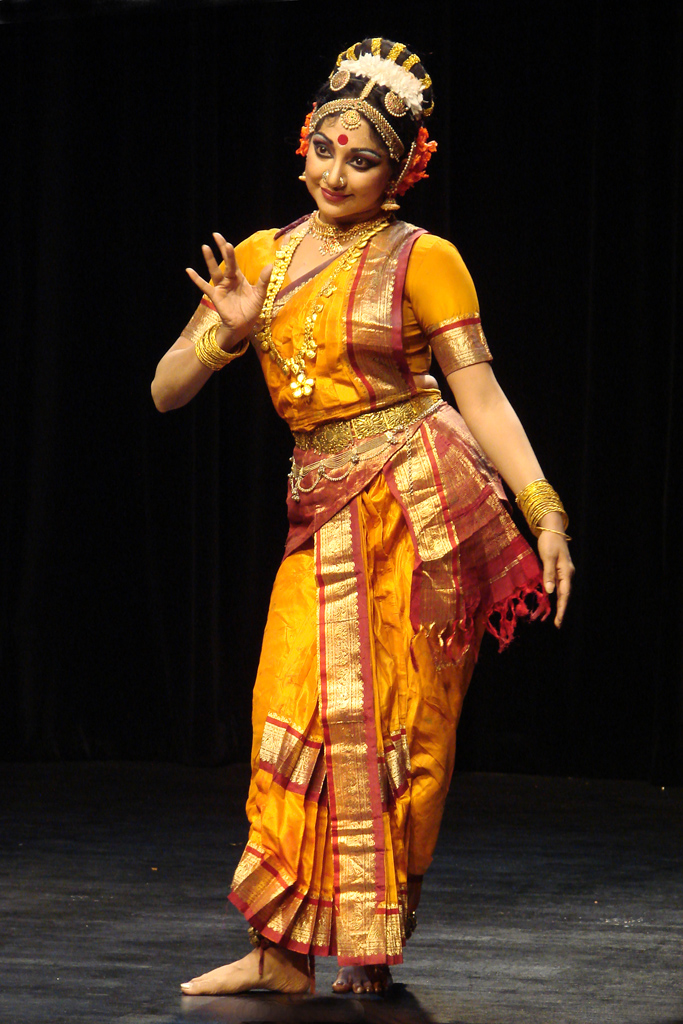
Kuchipudi

Das Tanzdrama Kuchipudi ist nicht mit dem Bharatnatyam verwandt, sondern ist eine eigenständige Kunstform, die sich aus der Tanzdramatradition des indischen Bundesstaates Andhra Pradesh entwickelt hat. Sie beinhaltet virtuose Kunststücke, so wird zum Beispiel auf einem Messingtablett getanzt und gleichzeitig ein Gefäß mit Wasser auf dem Kopf balanciert. Kuchipudi erzählt meist aus dem Leben Krishnas und Vishnus.
Bis in die 1970er Jahre wurden alle Rollen des Tanzdramas von Männern übernommen. Frauen wurden erstmals 1967 von Kuchipudi-Meister Vempati Chinna Satyam an seine Akademie zum Studium des Tanzes aufgenommen, an der er zusammen mit anderen Meistern eine eigenständige Solo-Tanzform entwickelte.

### Manipuri

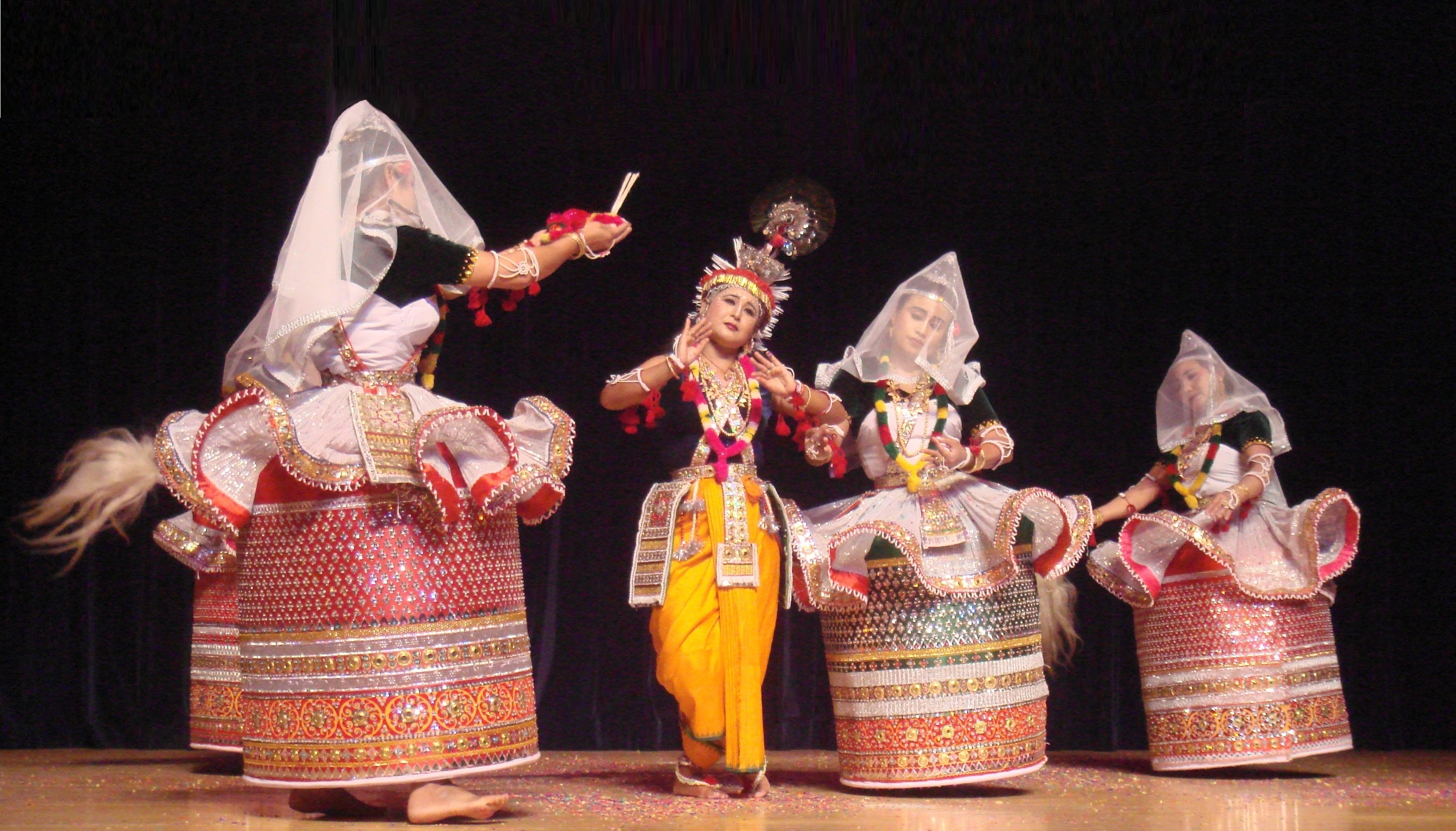
Manipuri

Manipuri stammt aus Manipur, ein Bundesstaat im Nordosten Indiens an der Grenze zu Burma. In Manipur, umgeben von Bergen und geographisch an der Kreuzung zwischen Südostasien und dem indischen Subkontinent, entwickelte sich eine Form mit ihrer eigenen spezifischen Ästhetik, Werte, Konventionen und Moral. Der Kult von Radha und Krishna im ras lila und die Tanzform pung cholom sind von zentraler Bedeutung. Tänzerinnen tragen kleine Glocken an ihren Knöcheln, um den Tanzrhythmus zu akzentuieren. Im Gegensatz zu anderen klassischen indischen Tanzformen werden die Füße auch nicht hart auf den Boden aufgeschlagen. Bewegungen des Körpers und Füße und Mimik im Manipuri sind subtil und grazil, die wiederum dem burmesischen Stil ähneln.

### Mohiniyattam

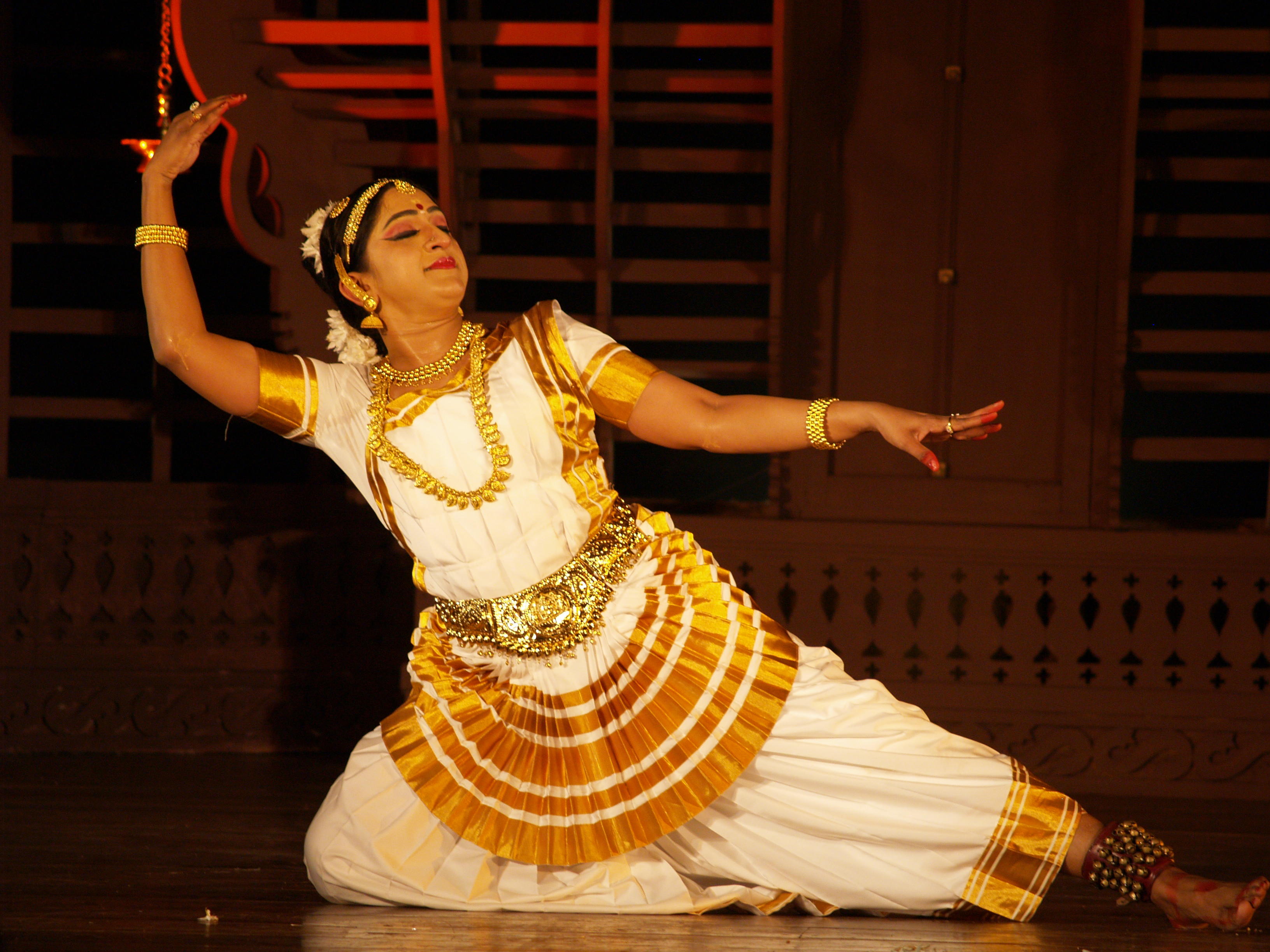
Mohiniyattam

Wie auch der Kathakali stammt die Solo-Tanzform Mohiniyattam aus Kerala. Diese wird jedoch von Frauen getanzt und erzählt von der Inkarnation Vishnus als „Mohini“, der göttlichen Verführerin. Das Thema weiblicher Liebe wird durch fließende Bewegungen und Gewänder illustriert. Wie viele Tanzstile war Mohiniyattam zu Beginn des 20. Jahrhunderts beinahe in Vergessenheit geraten.

### Odissi

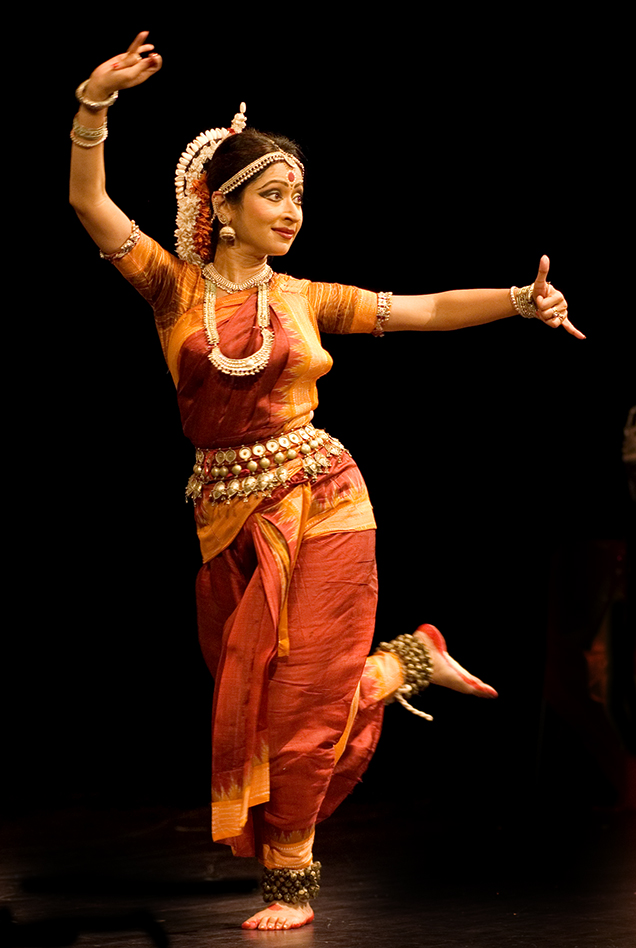
Odissi

Odissi ist ursprünglich ein Tempeltanz, der von den Mahari in den Tempeln Odishas getanzt wurde. Später gelangte diese Form der Tanzdarbietung von den Tempeln an die Herrscherhöfe und dann auch „auf die Straßen“ unter das Volk, wo sie ursprünglich von als Frauen gekleideten Männern dargeboten wurde. Odissi zeichnet sich durch fließende Bewegungen, statuenhafte Posen, ästhetische Schönheit und Anmut aus.

### Sattriya
Sattriya oder Sattriya Nritya entwickelte sich im 15. Jahrhundert in Assam, im Nordosten von Indien. In der zweiten Hälfte des 19. Jahrhunderts wurde es auch außerhalb der Tempel bekannt und verbreitete sich. Sattriya wurde ursprünglich nur von Männern getanzt.

### Chhau
Chhau ist eine aus der Kriegskunst entstandene Volkstanztradition, die sich zu klassischen Formen entwickelt hat. Es gibt vier regionale Stilrichtungen im Osten Indiens. Seraikella chhau wird in der Kleinstadt Seraikella im Bundesstaat Jharkhand gepflegt, Purulia chhau im angrenzenden Distrikt Purulia in Westbengalen und Mayurbhanj chhau im Nordosten Orissas. Weniger bekannt ist der Stammestanz Midnapur chhau in Westbengalen. Bis auf Mayurbhanj chhau sind alle Stile Maskentänze.

### Yakshagana
Yakshagana ist ein mit stark geschminkten Darstellern aufgeführtes Tanztheater an der südlichen Küste und dem angrenzenden Bergland von Karnataka, das von Gesang und den beiden Trommeln Chande und Maddale musikalisch begleitet wird. Seine Wurzeln liegen vor allem im Erzählstil Tala Maddale und im Bhuta-Geisterkult. Traditionelle Aufführungen finden während der Trockenzeit auf freiem Feld statt und dauern die ganze Nacht.

## Bollywoodtanz
Neben den jahrhundertealten traditionsreichen Tanzformen ist auch der moderne Tanzstil der Bollywoodfilme (Bollywood-Tanz) in Indien sehr populär. Er ist durch die indische Filmindustrie entstanden und wird zu moderner indischer Filmmusik getanzt. Die Bewegungen dieses Tanzes ähneln aber eher dem orientalischen Tanz des arabischen Raumes als den klassischen indischen Tänzen.